# Намивні території

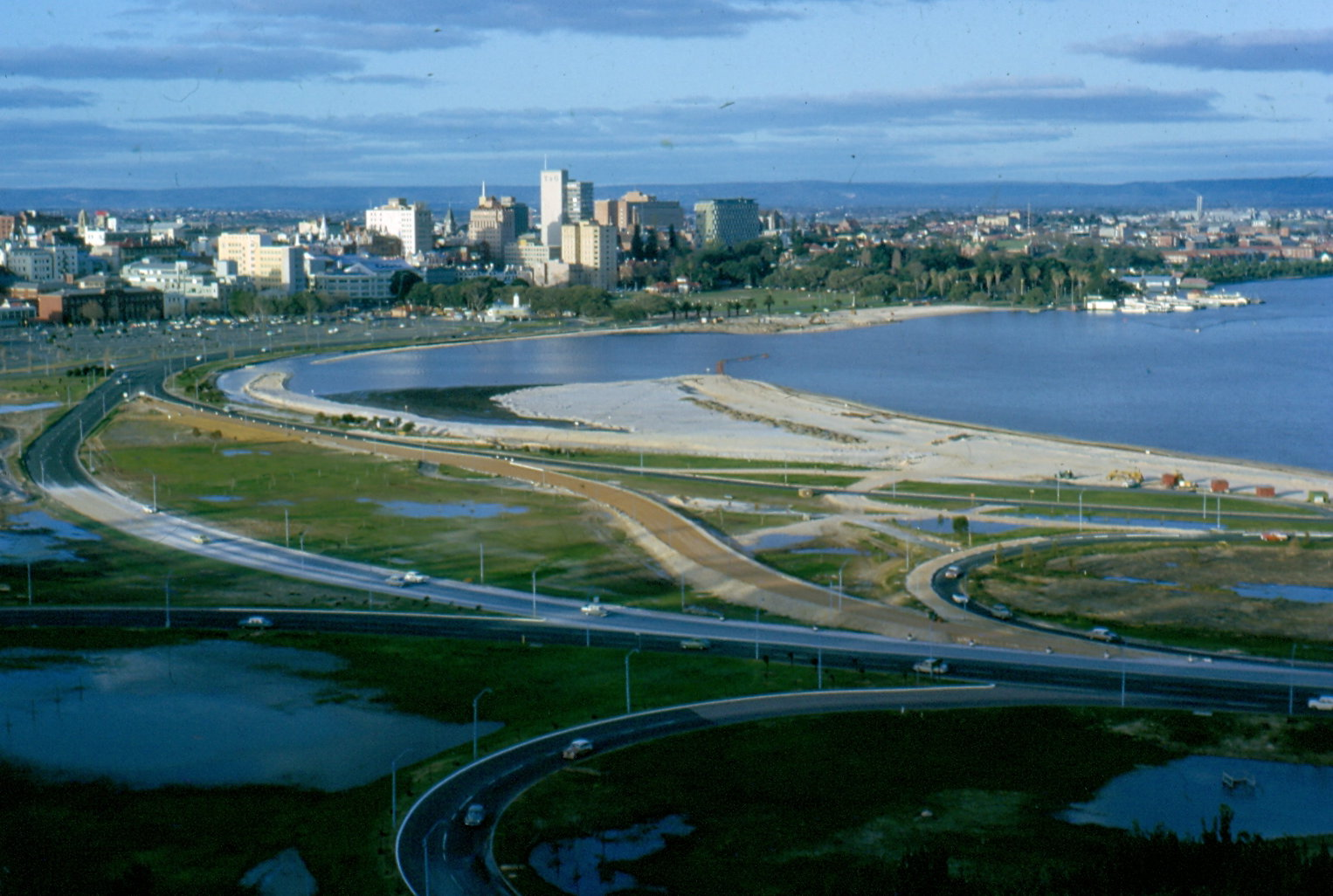
Рекультивація в Перті, Австралія, 1964 р

Намивні території — новоутворені території шляхом намивання штучних островів, засипання та відгородження греблями акваторії океанів, морів та водойм суходолу (рік, озер тощо), розширення берегової лінії насипанням пляжів та створення різноманітних гідротехнічних споруд.

## Методи
Утворення земель може відбуватися різними способами. Найпростіший з них полягає в простому засипанні території великою кількістю каміння та/або цементу, а потім заповнення проміжків глиною або землею, аж допоки висота не досягне потрібної величини.
Осушення земель, що лежать нижче рівня моря, часто використовується для їх подальшого використання в сільському господарстві.

## Історія
Одним з найперших великих європейських проектів по створенню територій був польдер у Бемстері, Нідерланди, завершений в 1612 році, що додав 70 квадратних кілометрів землі. У XIX столітті кілька значних проектів було запущено в Азії, у таких містах як Бомбей і Гонконг.
В Океанії відомі ще більш давні штучні острови. Одним із найвідоміших з них є Нан Мадол — штучний архіпелаг, що знаходиться біля острова Понпеї, і належить до Федеративних Штатів Мікронезії. Вважається, що Нан-Мадол був створений між 1285 і 1485 роками.
В Америці, місто Теночтітлан, столиця Ацтекської імперії, було збудоване на невеличкому природному острівці посеред солоного озера Тескоко, проте швидко розросталося, що вимагало значного розширення території острова.

## Приклади

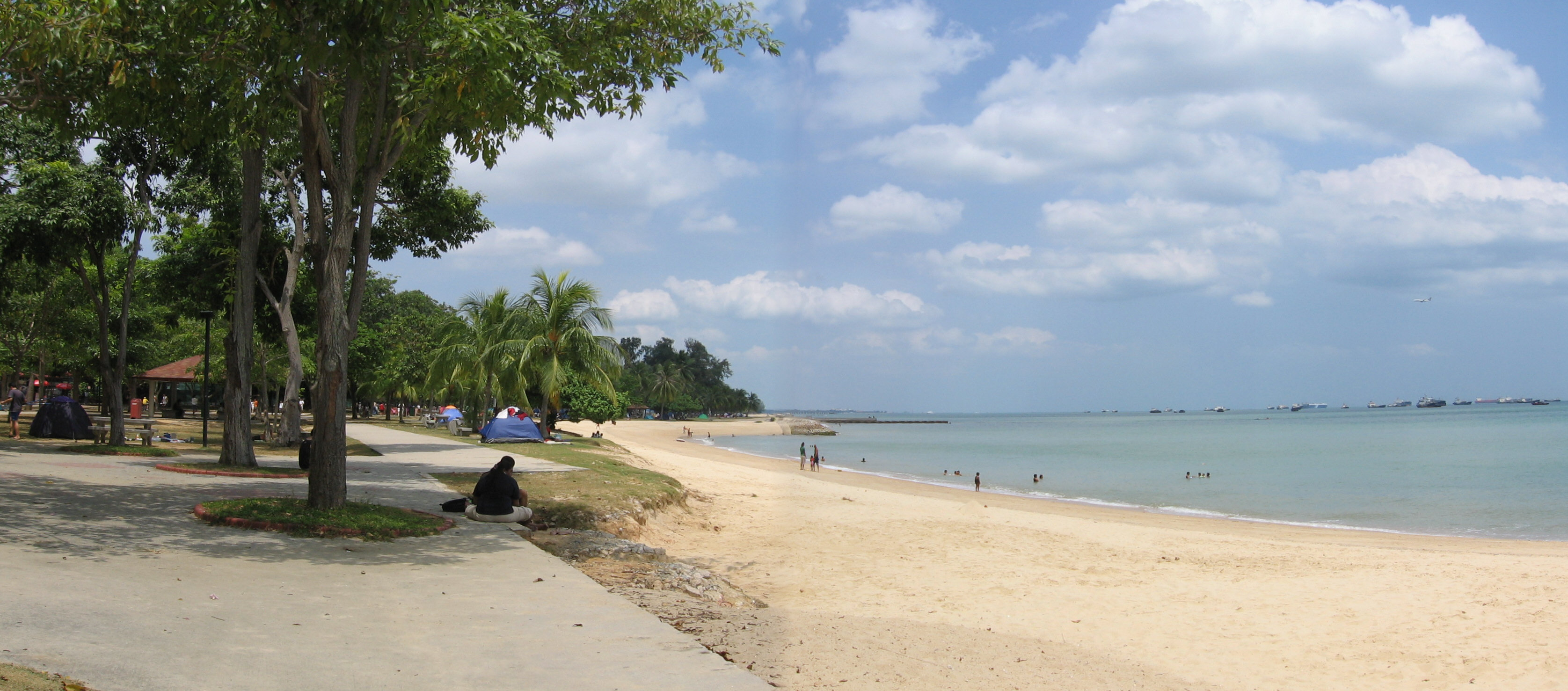
East Coast Park у Сингапурі був збудованний на штучно зробленному пляжі

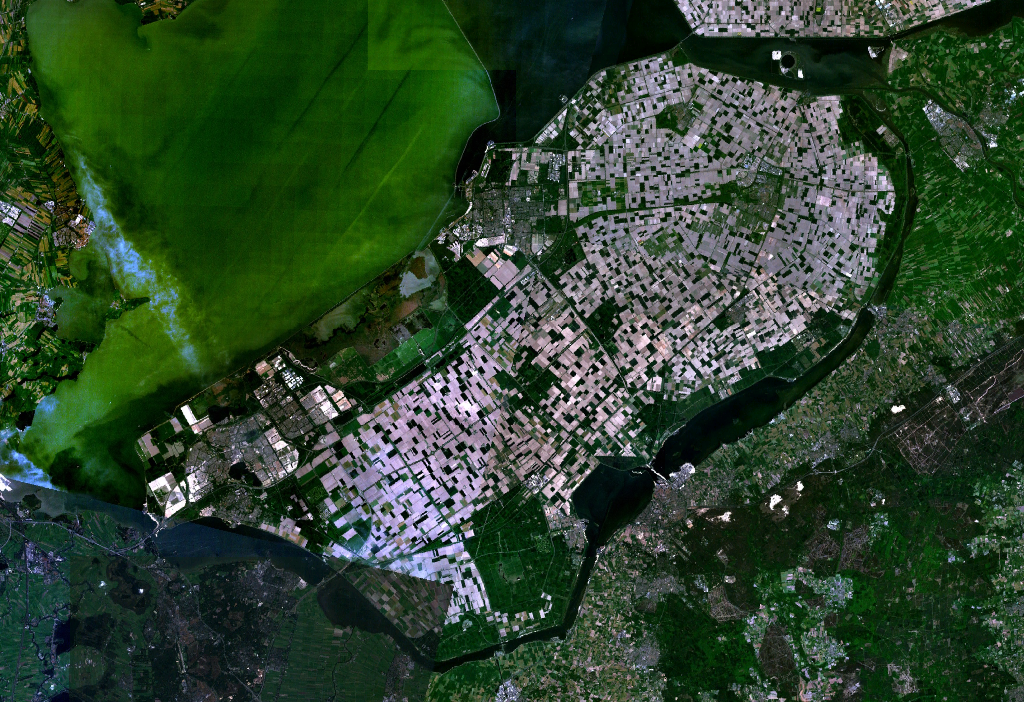
Флевопольдер, Нідерланди, є найбільшим в світі штучним островом.

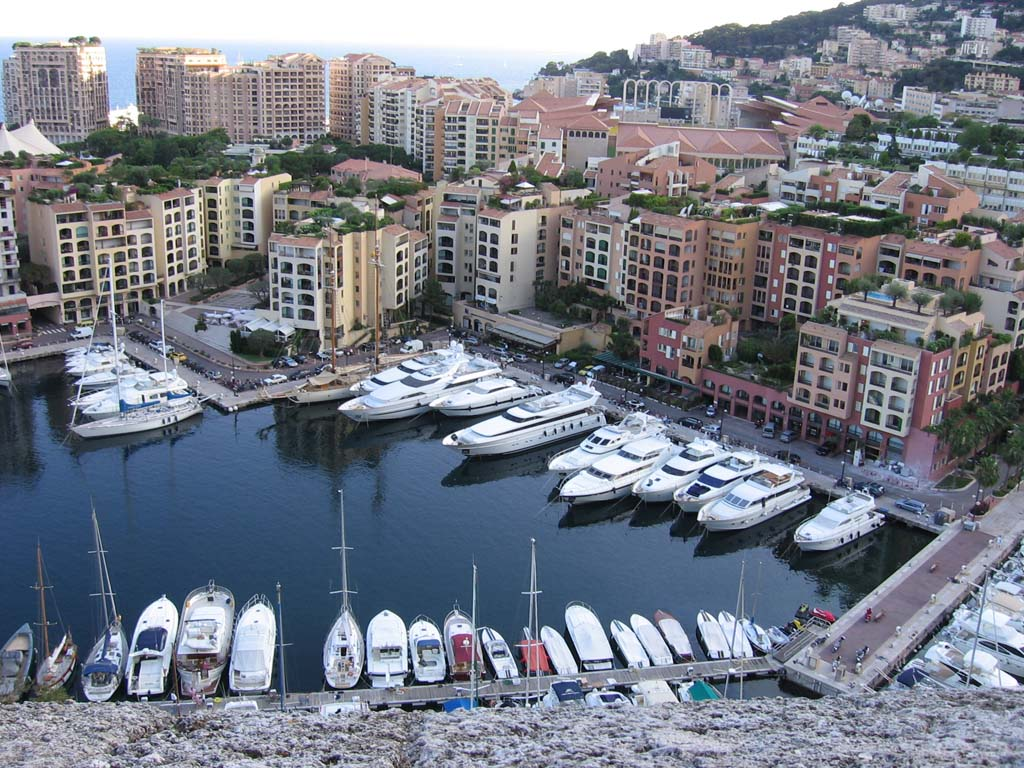
Район Фонтвілль в Монако повністю збудований на території, піднятій з моря.

### Азія
- Мумбаї, Індія. За останні 150 років, сім островів Бомбея — Мумбаі, Колаба, Махім, Парел, Ворлі, Мазгаон і Острів Старої, були з'єднанні в один, а потім приєднанні до материка.[1]
- Велика частина берегової лінії континентального Китаю, Гонконгу, Північної Кореї і Південної Кореї. За оцінками, близько 65 % ваттів Жовтого моря було осушено.[2]
- Низини Янцзи, на материковому Китаї, включно з територіями важливих міст, таких як Шанхай і Ухань.[3]
- Велика частина берегової лінії міста Карачі, Пакистан.[4]
- Частина (близько 36 квадратних кілометрів — 60 %) міжнародного аеропорту Хамад у Катарі.[5]
- Острів Перл-Катар у районі Вест Бей міста Доха.
- Міжнародний аеропорт Чюбу, Японія
- Міжнародний аеропорт Інчхон, Південна Корея.
- Центральний район Бейрута, Ліван.
- Місто Шеньчжень у південному Китаї.
- Місто-держава Сингапур, збільшило свою площу на чверть за останні п'ятдесят років.[6]
- Острови Пальм, архіпелаг «Світ», і готель Бурдж аль-Араб що в Дубаї, ОАЕ.
- Острів Яс, в Абу-Дабі, ОАЕ.
- Острів Хулхумале, Мальдіви. Є одним з районів міста Мале.

### Європа
- Велика частина Нідерландів.
- Частина Дубліну, Ірландія.
- Більша частина бухти Белфасту і Північній Ірландії.
- «Морський фасад» у західній частині Васильєвського острову, Санкт-Петербург.
- Гельсінки — більша частина міського центру.
- Квартал Барселонета у Барселоні, Іспанія
- Порт Зебрюгге, у Брюгге, Бельгія
- Більша частина Фонтвіллю, Монако
- Порт Геркулес, у Ла-Кондамін, Монако
- Фенські болота у східній Англії
- Венеція, Італія
- Квартал Орсіні, частина Борго Санта-Лючия, Неаполь, Італія

### Африка
- Район Форшор у Кейптауні[7]
- Мечеть Хасана II у Касабланці, Марокко.
- Еко Атлантік, місто, що будується у Нігерії (неподалік від Лагоса) на новоствореному півострові.[8]

## Сільське господарство
Потреби сільського господарства були основним рушієм створення територій в доіндустріальну епоху.
Розповсюдженою практикою є осушення водно-болотяних угідь, для перетворення їх у орні землі. Хоча, технічно, це не створює нових ділянок суші, проте розширює доступну для використання і заселення територію. Також, такі дії є ефективними методами стримування чисельності комарів і москітів.
В пост-індустріальну епоху, створення земель сільськогосподарського призначення не втратило актуальності. Наприклад, село Оґата, у префектурі Акіта, в Японії, було побудоване на території колишнього озера Хачіроґата, що було другим за площею озером Японії.

## Штучні пляжі
Для розширення пляжів зазвичай використовується пісок і земля. Обладнання пляжу також предбачає будівництво захисних споруд, що запобігатимуть дрифту піску вздовж берега (такі споруди можуть бути і перпендикулярними до берегової лінії, як буни, і повздовжними, як хвилерізи). Проте, пляжі зазвичай все одно є порівняно недовготривалими спорудами.
Для створення пляжів використовується техніка намиву — пісок і земля підіймаються з дна водойми, що знаходиться поруч з пляжем, у вигляді пульпи, і транспортується до берегової лінії за допомогою землевідсмоктуючих снарядів або по трубопроводу. Таким чином, разом з утворенням території проводиться поглиблення дна.
Також утворення пляжів можливе за допомогою використання енергії самих хвиль: розміщуючи невисокі перепони, що запобігають відтіканню піску в море, але не заважають принесенню його на берег. Таким чином, може утворюватися стіна піску до 0,5 метрів висотою за рік без додаткових витрат.

## Ризики
Штучно створені території мають більшу схильність до розрідження ґрунтів під час землетрусів, що може значно збільшувати ушкодження будівель і інфраструктури. Іншою небезпекою є осідання, завдяки якому новостворені території можуть піти під воду. Осушені угіддя іноді розташовані нижче рівня моря, а тому є небезпека їх затоплення.
З іншого боку, створення території несе значні екологічні ризики, через те, що при ньому руйнується існуюча екосистема водоймищ. У деяких країнах існують спеціальні органи, що займаються регулюванням розширення землі, такі як Комісія з розвитку і збереження пляжів у Сан-Франциско.